# Imee Marcos
Maria Imelda Josefa Romualdez Marcos, detta Imee (Mandaluyong, 12 novembre 1955), è una politica, autrice televisiva e produttrice televisiva filippina. È figlia primogenita del 10º Presidente delle Filippine e dittatore Ferdinand Marcos e dell'ex First Lady Imelda Marcos. Dal 30 giugno 2019 è membro del Senato delle Filippine.

## Biografia
Nativa della città di Mandaluyong, passò parte della propria gioventù in Inghilterra assieme al fratello Ferdinand Jr. ed alla sorella Irene. Qui frequentò la London Academy of Music and Dramatic Art e la Royal Academy of Dramatic Art per proseguire la propria istruzione presso la Santa Catalina School in California. Dopo essersi laureata in politica e scienze delle religioni alla Princeton University, tornò assieme alla famiglia nelle Filippine, dove ottenne ulteriormente una Master of Arts in Management e Business Administration presso la Asian Institute of Management di Makati.
Dopo il suo ritorno nelle Filippine, iniziò la propria carriera politica. Durante l'amministrazione di Ferdinand Marcos, divenne dapprima presidente di un'organizzazione giovanile nota come Kabataang Barangay. Nel contempo produsse diversi programmi televisivi orientati ai giovani, come Kulit Bulilit e Kaluskos Musmos e fu direttrice generale della corporazione Cinema Sperimentale delle Filippine dal 1981 al 1986. Fu a lungo una delle principali figure del Kilusang Bagong Lipunan, un partito politico fondato dal padre, e dal 1984 al 1986 rappresentò la provincia di Ilocos Norte all'Assemblea Nazionale Regolare. In seguito alla deposizione ed all'esilio del padre nelle Hawaii a causa della rivoluzione del Rosario del febbraio 1986, uscì temporaneamente dallo scenario politico del paese.
Nei primi anni novanta, assieme alla propria famiglia, tornò nuovamente nelle Filippine e nel 1998 fu eletta nella Camera dei Rappresentanti, ricoprendo tale posizione sino al 2007. Nel 2010 si candidò con successo come Governatrice della provincia di Ilocos Norte, carica che ricoprì sino al 2019.

## Vita privata
Marcos è la figlia maggiore di Ferdinand Marcos e Imelda Romuáldez Marcos. I suoi fratelli sono Ferdinand "Bongbong" Marcos Jr., Irene Marcos-Araneta e Aimee Marcos. Ha anche un certo numero di fratellastri che non sono così conosciuti dal pubblico in generale.  Questo numero include tre fratelli che suo padre aveva avuto con Carmen Ortega del clan Ortega di La Union, che era sua moglie prima di sposare Imelda Romuáldez in base ad una strategia politica.
Marcos era sposata con il golfista ed ex allenatore di basket professionista Tommy Manotoc, già sposato e padre di due figli.  Il loro matrimonio fu controverso poiché le Filippine non avevano una legge sul divorzio e il divorzio di Manotoc dell'ottobre 1982 ottenuto nella Repubblica Dominicana dalla moglie Aurora Pijuan non fu riconosciuto dalla legge filippina.  Marcos e Manotoc hanno tre figli: Fernando Martín ("Borgy"), un modello commerciale e DJ di club; Ferdinand Richard Michael ("Mike"), un avvocato; e Matthew Joseph ("MJ"), agente sportivo e governatore in carica di Ilocos Norte dal 30 giugno 2019.
Dopo la separazione legale da Manotoc, Marcos ha avuto dal 1990 una relazione a lungo termine con l'uomo d'affari residente a Singapore e di etnia cinese Mark Chua. Marcos e Chua sono stati collegati allo scandalo dei fondi delle accise sul tabacco Ilocos Norte.